# マズルカ作品50 (ショパン)
マズルカ 作品50（マズルカ さくひんごじゅう）は、フレデリック・ショパンが1842年に作曲・出版した全3曲の作品からなる曲集。献呈先はレオン・シュミトゥコフスキ。作曲経験も円熟の境地に達し、実験音楽と高度な芸術性とが融合している。

## 作品50-1
第30番、ト長調。Vivaceの元気のいい作品。転調も自然でイ短調・ホ短調・ハ短調など周辺関係調を網羅している。

## 作品50-2
第31番、変イ長調。左手Es音のオクターヴ奏法と右手Es-F-Es-G-Es-F-Es-B-Es-F-Es-Des-C-Bの効果的な序奏のあと、格調高い主題が始まる。
中間部は伝統通り下属調変ニ長調。付点リズムが活気をつける。
なお優れた作品にもかかわらずコーダはないので、漠然とした終わり方をしている。

## 作品50-3
第32番、嬰ハ短調。ソナタ形式に近いロンド形式。冒頭に古典的な手法（カノン）を採用しながら自由な調性を楽しんでいる。